# Цуй Чжиюань
Цуй Чжиюа́нь (кит. трад. 崔之元, пиньинь Cuī Zhìyuăn, род. 1963, Пекин) — китайский экономист, профессор, один из ключевых представителей китайских новых левых.

## Биография
В 1985 году окончил инженерное отделение Национального университета оборонных технологий и отправился на обучение в США. В 1995 году окончил Чикагский университет. В 2004 году вернулся в Китай, где стал профессором университета Цинхуа и одной из ключевых фигур китайских новых левых.